# 須田旭
須田 旭（すだ あきら、1979年（昭和54年）7月6日 - ）は、日本の政治家。
自由民主党所属の大阪府議会議員（2期）。元大阪狭山市議会議員（1期）。
現在、自由民主党青年局中央常任委員会議長
自由民主党大阪府支部連合会青年局長。

## 来歴
大阪桐蔭高等学校卒業、神戸大学法学部卒業。衆議院議員竹本直一の公設秘書を経て、2015年（平成27年）大阪狭山市議会議員に初当選(トップ当選)。
2019年（平成31年）4月7日執行の大阪府議会議員選挙に立候補するため、2月22日、大阪狭山市議会本会議場にて議員辞職を表明。
大阪府議会議員選挙に富田林市、大阪狭山市及び南河内郡選挙区から自由民主党より出馬し初当選。
2023年（令和5年）4月9日執行の大阪府議会議員選挙において、無投票当選（2期目）。
2023年（令和5年）9月、全国青年部・青年局の代表者である青年局中央常任委員会の副議長に大阪から初選出される。
現在、党においては、自由民主党大阪府連青年局長、自由民主党大阪狭山支部副支部長、自由民主党富田林支部青年部長を務める。
府議会では、商工労働常任委員会委員長、都市住宅常任委員会副委員長、関西広域連合議会議員を歴任。

## 統一教会との関係
共同通信によるアンケートによると、会合出席、祝電送付などの有無 :出席したことがある 出席し、あいさつや講演をしたことがある 祝電を送ったことがある  ▽平和家庭連合におけるＩＲワクチンの府政報告 （女性平和連合）←留学生弁論大会と回答。